# Erich Kinzel
Erich Kinzel (Eibau, 14 maart 1915 - 10 juni 2000) was een Duits sportbestuurder.

## Levensloop
Kinzel werd reeds op jonge leeftijd actief in de gymnastiek. Eerst als turner en vervolgens clubvoorzitter. Vervolgens werd hij aangesteld als plaatsvervangend voorzitter van de Niedersächsischen Turnerbundes.
In 1960 trad hij in dienst van de Deutschen Turnerbundes (DTB) te Frankfurt am Main, alwaar hij Konrad Sczygiol opvolgde als geschäftsführer. In deze periode was hij aldaar onder meer betrokken bij de oprichting van het Turner-Leistungszentrums, alsook bij de Bundesjugendmusikschule. In 1980 werd hij werd in deze hoedanigheid opgevolgd door Karl-Heinz Schwirtz.
Tevens was hij in 1960 mede-oprichter en penningmeester van de International Fistball Association (IFA). Later werd hij van deze organisatie secretaris-generaal. Ten slotte werd Kinzel op 22 maart 1964 aangesteld als eerste algemeen secretaris van de Fédération Internationale de Trampoline (FIT). In 1968 volgde hij de Zwitser Rene Schaerer op als voorzitter van deze sportbond. Kinzel oefende deze functie uit tot 1990, hij werd in deze hoedanigheid opgevolgd door de Amerikaan Ron Froelich.